# 北野隆興
北野隆興（きたの たかおき、1921年11月10日 - 2001年12月23日）は、日本の実業家である。

## 経歴
東京都港区（当時は東京府東京市）に生まれる。
1944年慶應義塾大学経済学部を卒業、翌1945年父・隆春が創業したスタンレー電気に入社、1949年取締役に就任。その後1951年常務就任、1958年副社長就任を経て1962年社長に就任。1981年藍綬褒章を受章。1985年会長に退く。その後名誉会長となる。

## 人物像
趣味はゴルフ、木彫、乗馬。

## 家族・親族
父はスタンレー電気創業者・北野隆春、妻は元立憲政友会正統派総裁・久原房之助の八女。妹は元竹中工務店社長・竹中宏平に嫁いだ。長男はスタンレー電気社長・北野隆典。義兄に元衆議院議長・石井光次郎や大隈重信の孫・信幸、元東京急行電鉄社長の五島昇らがいる。シャンソン歌手・石井好子や小説家で第144回芥川龍之介賞を受賞した朝吹真理子も隆興の縁戚にあたる。